# Антимонид дипалладия
Антимони́д дипалла́дия — бинарное неорганическое соединение
палладия и сурьмы
с формулой Pd2Sb,
кристаллы.

## Получение
- В природе встречается минерал налдретит[англ.] — Pd2Sb с примесями.

- Нагревание чистых веществ в вакууме:

{\displaystyle {\mathsf {2Pd+Sb\ {\xrightarrow {T}}\ Pd_{2}Sb}}}

## Физические свойства
Антимонид дипалладия образует кристаллы
ромбической сингонии,
пространственная группа C mc21,
параметры ячейки a = 0,3354 нм, b = 1,7444 нм, c = 0,6909 нм, Z = 8.